# Paracyclops bromeliacola
Paracyclops bromeliacola is een eenoogkreeftjessoort uit de familie van de Cyclopidae. De wetenschappelijke naam van de soort is voor het eerst geldig gepubliceerd in 1998 door Karaytug & Boxshall.